# Labinsky (huyện)
Huyện Labinsky (tiếng Nga: ? райо́н) là một huyện hành chính tự quản (raion), của Vùng Krasnodar, Nga. Huyện có diện tích 1884 km², dân số thời điểm ngày 1 tháng 1 năm 2000 là 39500 người. Trung tâm của huyện đóng ở Labinsk.